# Spaans Hof (Moerzeke)

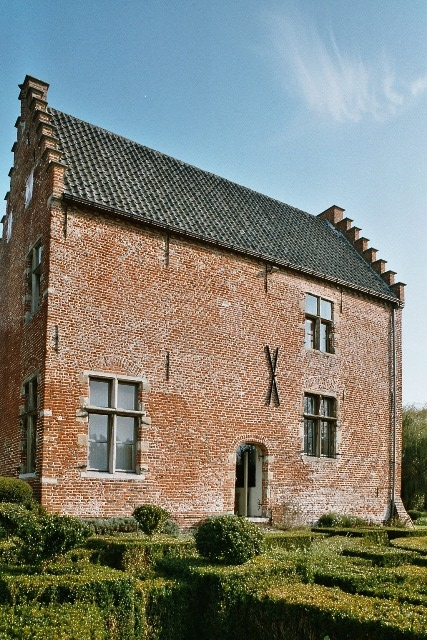
Spaans Hof

Het Spaans Hof is een historische hoeve in de tot de Oost-Vlaamse gemeente Hamme behorende plaats Moerzeke, gelegen aan de Burgemeester Lemmensstraat 44.

## Geschiedenis
Weinig is bekend omtrent de geschiedenis van deze plaats, maar vermoedelijk zijn de oudste delen van het gebouw 16e-eeuws terwijl er in de 17e eeuw verbouwingen plaatsvonden. In 1571 werd een omgracht huis met torentje op de Figuratieve kaart van Moerzeke ingetekend. Omstreeks 1780 werd het goed gesplitst in twee hoeven. De zuidelijke hoeve was van Andries van Bogaert, de noordelijke van Frans van Bogaert. Vanaf ongeveer 1830 tot 1971 werd de hoeve door de boerenfamilie Van Assche bewoond. Vervolgens kwam er een kunstenaar te wonen.

## Gebouw
Het betreft een woning van 2 bouwlagen op T-vormige plattegrond. Daarnaast is er een langsschuur. Het geheel bevindt zich op een omgracht terrein.